# Hiên viên kiếm - Hán chi vân
Hiên viên kiếm - Hán chi vân (Trung Quốc: 軒轅劍之漢之雲) là một phim truyền hình Trung Quốc, chuyển thể từ Hiên viên kiếm. Với sự tham gia diễn xuất của các diễn viên Trương Vân Long, Vu Mông Lung, Quan Hiểu Đồng, Trương Giai Ninh, Cúc Tịnh Y và Cao Vỹ Quang . Bộ phim phát sóng hai tập trên Dragon TV mỗi thứ hai và thứ ba lúc 22:00 (CST) bắt đầu từ 8 tháng 8 năm  2017 với thời lượng 58 tập .

## Diễn viên

### Chính
- Trương Vân Long vai Triều Vân/Yên Phùng

Kiếm linh đầu thai xuống nhân thế, chàng là người có tình bạn cao cả, công đạo và đấu tranh vì người dân. Chàng đã lạc mẹ và em trai khi chàng còn niên thiếu và đã gia nhập quân đội để trở thành lãnh đạo của Phi Vũ quân. Gia Á Hi là chân tình và Hoành Ngải là đồng đội của chàng.
- Vu Mông Lung vai Mộ Vân, Bạch Y tôn giả

Em trai của Triều Vân. Mang trên mình nửa kiếm khí còn lại. Vì một lý do nào đó khác với Triều Vân từ nhỏ chàng đã luôn bị bộc phát kiếm khí, kiếm khí của chàng có màu đỏ như máu. Sau khi mẫu thân mất, huynh đệ lưu lạc, Mộ Vân nhận Trương Hàm làm ân sư. Chàng có gương mặt của một mỹ nam, đáng kính và đáng tin cậy nhưng lại có số mệnh bi thương, trong một lần bộc phát kiếm khí vô tình ngộ sát Lan Nhân, người con gái chàng yêu. Chàng ngưỡng mộ Thương Duệ và coi hắn như là người bạn duy nhất của mình vậy nhưng hóa ra Thương Duệ lại chính là Tù Ma, hắn chỉ lợi dụng Mộ Vân để hoàn thành mục đích của hắn mà thôi. Vì vậy, chàng luôn cô độc, ngược thân, ngược tâm rất nhiều.
- Quan Hiểu Đồng vai Gia Á Hi

Một người thiếu nữ từ Di Châu là người ngây thơ và dũng cảm. Sau khi bộ tộc bị xóa sổ và em trai của nàng bị buộc trở thành nô lệ, nàng được Trưởng Công Chúa của Thương Ngô Quốc nhận làm con nuôi và phong làm quận chúa vì khả năng đặc biệt. Nàng mong mỏi thế gian thái bình nhưng không có sự lựa chọn nào khác ngoài đối mặt với các trận chiến.
- Trương Giai Ninh vai Hoành Ngải/Sênh Nhi tiên tử

Sênh Nhi là một tiên nữ được hoá thành từ một nhạc khí trong Tứ Nhạc Khí được tạo ra ở Sơn Hải Giới có chủ nhân là Thanh Nhi tiên tử. Trăm năm trước đây, nàng cùng tiểu muội Khánh Nhi được giao nhiệm vụ tới Nhân Gian để truy tìm Hiên Viên Kiếm nhưng một tai nạn khiến tỷ muội bị chia cắt, nàng gặp Triều Vân người vốn là kiếm linh đầu thai mang trên mình một nửa kiếm khí, sau đó Sênh Nhi đem lòng yêu sâu sắc chàng sau đó cùng Triều Vân gia nhập Phi Vũ quân lấy tên là Hoàng Ngải, giấu đi thân phận tiên tử của mình trên con đường hợp nhất hai mảnh kiếm khí. Bởi vì yêu Triều Vân mà cơ thể nàng bị phản phệ hoá mà sa hoá bởi Chú Tình Nhân trên cơ thể khi Thiên Giới tạo ra nàng.
- Cúc Tịnh Y vai Lan Nhân

Một tiểu bán tiên sinh ra ở Sơn Hải Giới, con gái của Vũ Thần Ứng Long Quân bởi vì được sinh ra bởi một phàm nữ lại bị câm bẩm sinh nên phải lớn lên trong sự sự khinh miệt dè bỉu của những người trong tộc, nàng sớm đã có ý thức về thân phận của mình. Nàng bị hại đẩy xuống Nhân Gian với lý do tìm Hiên Viên Kiếm nên nàng cũng là người đầu tiên xuống Phàm Thế để tìm tung tích của kiếm khí... Nhưng với một tiểu nữ như nàng điều đó bản chất là để đẩy nàng vào chỗ chết. Sau hơn trăm năm lưu lạc nơi nhân gian loạn lạc, nàng gặp được Mộ Vân và trở thành tỳ nữ ở Từ Phủ kết mối yểu duyên với chàng, trở thành người con gái mang đến hạnh phúc cho Mộ Vân, nhưng không được bao lâu Mộ Vân bộc phát kiếm khí vô tình khiến nàng bị hồn lìa khỏi xác, Ứng Long mang xác nàng trở về Sơn Hải Giới nhưng thần thức của nàng cố chấp ở lại Nhân Gian gửi vào Phong Tuyền trong Minh Nhật Kiếm, sau đó, thần thức của nàng bị Yên Thủy Linh Ngọc hút vào trong khi kiếm của Mộ Vân tiếp xúc với viên ngọc trên người Gia Á Hy.
- Cao Vỹ Quang vai Thương Duệ/Tù Ma

Thượng cổ hắn là một tù trưởng ở Ma Giới từng gây loạn nhân gian đánh chiếm Nhân Gian với ảo vọng trở thành bá chủ Thiên Địa thế là bị Hiên Viên Đế dùng Hiên Viên Kiếm phong ấn nguyên thần nhưng có một sự cố xảy ra khiến kiếm gãy. Nhiều năm sau đó hắn tái sinh, chiếm thể xác của người phàm tên là Thương Duệ, sống trong thân phận Tử Y Tôn Giả của Đổng Tước rồi trở thành nghĩa huynh của Mộ Vân. Hắn là một kẻ lạnh lùng, kiêu ngạo và có khả năng thao túng kẻ khác sử dụng khả năng đó để tiếp tục tham vọng của mình. Bên cạnh hắn luôn có một tiểu tiên tử tên là Khánh Nhi, ban đầu Tù Ma chỉ muốn lợi dụng tình yêu của nàng để đạt được mục đích của mình nhưng về sau hắn mới nhận ra bản thân đã thực sự động tâm trước chân tình của Khánh Nhi.

### Phụ
- Vương Thụy Tử vai Khánh Nhi tiên tử, Xích Y tôn giả
- Trương Tuấn Minh vai Quản Thức, Hoàng Y tôn giả
- Đan Tư Hàm vai Cửu Du, Thanh Y tôn giả
- Đường Quốc Trung vai Hàn Long, Ô Y tôn giả
- Đại Tư vai Đoan Mông
- Lý Tông Lâm vai Thượng Chương
- Ngạn Hy vai Đồ Duy
- Cao Thái Vũ vai Du Triệu
- Ngô Húc Đông vai Cường Ngô
- Chu Gia Kỳ vai Chiêu Dương
- Từ Dương vai Chúc Lê

### Diễn viên khác
- Triệu Văn Tuyên vai Công Dương
- Mã Đức Chung vai Trương Hàm
- Châu Hải My vai Cố Vũ Tương, Trưởng Công Chúa Thương Ngô Quốc.
- Can Đình Đình vai  Cầm Nhi tiên tử, Vu Sơn Thần Nữ.
- Hà Trung Hoa vai Từ Trực, nghĩa phụ của Mộ Vân
- Phó Trình Bằng vai Vũ Văn Nghi
- Phó Thiên Kiêu vai Cố Duyên
- Dương Liễu vai Vũ Nữ tắm mưa
- Lưu Châu Thành vai Mã Khí

## Phát sóng
| Kênh                        | Quốc gia   | Ngày                | Thời gian                       |
| --------------------------- | ---------- | ------------------- | ------------------------------- |
| Truyền hình Rồng Thượng Hải | Trung Quốc | 8 tháng 8 năm 2017  | 21:55-23:25 mỗi thứ ba          |
| iQiyi                       | Trung Quốc | 9 tháng 8 năm 2017  | 22:00 Mỗi thứ ba                |
| MCOT HD                     | Thái Lan   | 16 tháng 6 năm 2018 | 14:05-15:30 thứ bảy và chủ nhật |

## Nhạc phim
| STT | Nhan đề              | Phổ nhạc       | Thời lượng |
| --- | -------------------- | -------------- | ---------- |
| 1.  | "Minh Nguyệt (明月)" | Quan Hiểu Đồng |            |
| 2.  | "Một nửa (一半)"     | Vu Mông Lung   |            |